# Strijkkwartetten (Beethoven)

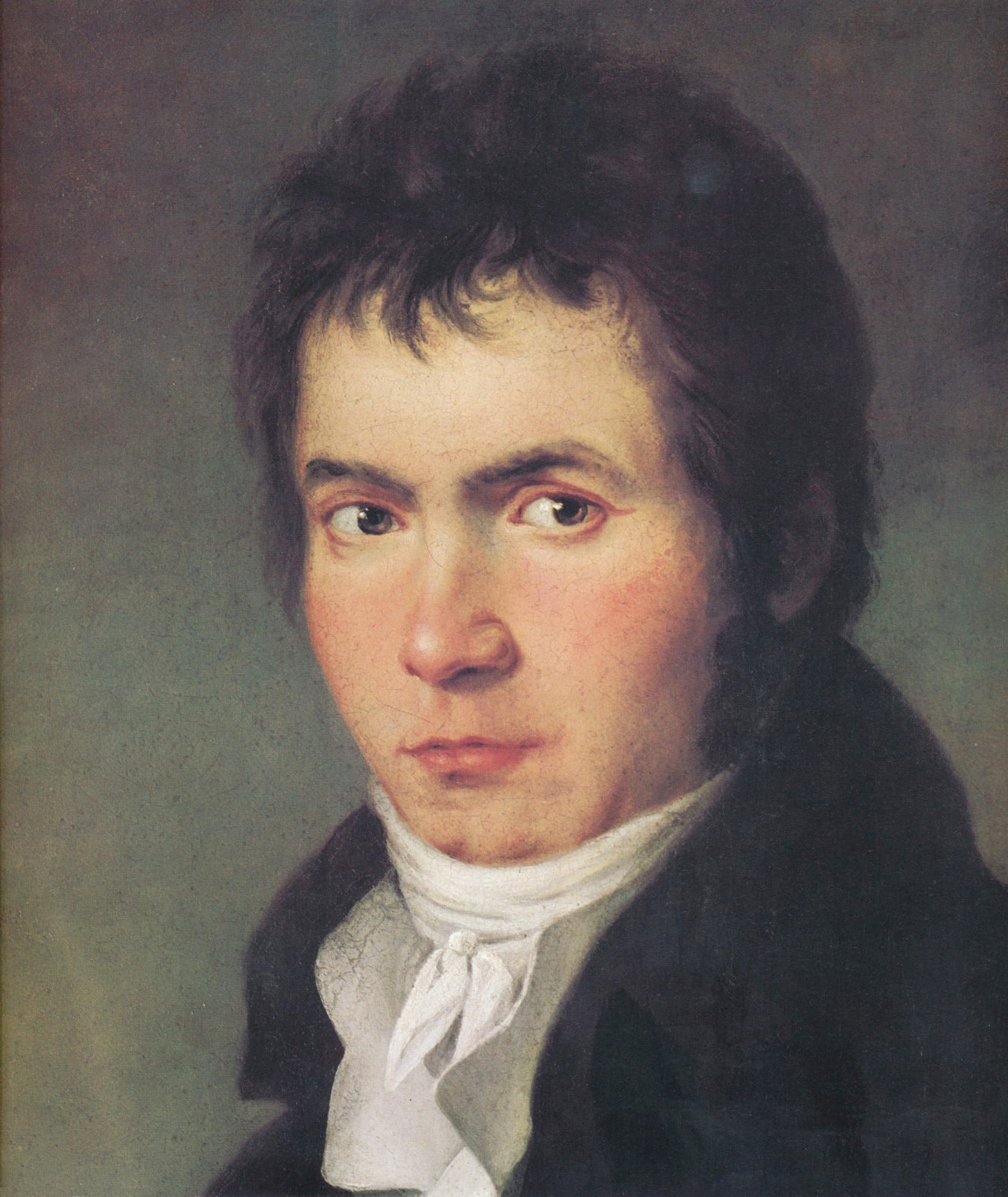
Beethoven rond 1804 (Waldmueller)

In het oeuvre van Ludwig van Beethoven is het strijkkwartet (met de symfonie en de pianosonate) hét genre waarvoor hij op een voor de verschillende fasen van zijn ontwikkeling kenmerkende wijze heeft bijgedragen.

## Mecenaat
Beethoven is al vanaf vroeg in zijn carrière succesvol in het verwerven van steun door rijke muziek minnende edellieden. Zo kreeg hij vanaf zijn vertrek uit Bonn naar Wenen steun van graaf Waldstein. Van de strijkkwartetten is een belangrijk deel in opdracht geschreven. Dat geldt voor de 6 kwartetten van het opus 18 (opgedragen aan prins Lobkovitz), de drie kwartetten van het opus 59 (opgedragen aan graaf Rasumovsky), en drie van de vijf laatste kwartetten (opgedragen aan prins Nikolaj Golitsyn). Rasumovsky onderhield van 1809 tot 1816 een kwartet, waarvan Schuppanzigh de eerste violist was. Dit kwartet had het uitvoeren van Beethovens kwartetten als specialiteit.

## Vroege periode (1798-1800)
In deze periode tussen 1798 en 1800 schreef Beethoven een cyclus van de 6 strijkkwartetten, alle met opus 18:
- Strijkkwartet nr. 1 in F
- Strijkkwartet nr. 2 in G
- Strijkkwartet nr. 3 in D
- Strijkkwartet nr. 4 in c
- Strijkkwartet nr. 5 in A
- Strijkkwartet nr. 6 in Bes

Beethoven had een routine van dagelijks in een schetsboek te werken. Van midden 1798 tot eind 1799 loopt dit schetsboek. Hij componeerde in de volgorde 3, 1, 2, 5. De kwartetten 4 en 6 komen er niet in voor, dus kunnen niet met zekerheid worden gedateerd.

### Ontstaan en invloeden
Al in 1795 was Beethoven om kwartetten gevraagd door Graaf Apponyi (die ook de opdrachtgever is van de kwartetten opus 71 en 74 van Joseph Haydn). Apponyi deed een aantrekkelijk aanbod: hij zag af van het gebruikelijke exclusieve bezit gedurende bv. een half jaar voor de publicatie. Beethoven zette zich twee keer aan de opdracht. De eerste keer leverde dat het Strijktrio opus 3 en de 2e keer een strijkkwintet opus 4. Ook schreef Beethoven (met Albrechtsberger als leraar) contrapunt voor strijktrio en -kwartet, maar kennelijk zag Beethoven dat als noodzakelijke oefening. Niets werd gepubliceerd. Uiteindelijk zou Beethoven pas eind 1798 met zijn opus 18 beginnen en was Lobkowitz zijn mecenas, die hem vorstelijk zou belonen: 600 florijnen per jaar.
Er wordt wel op gewezen dat Beethoven goed bevriend was met Emanuel Aloïs Förster, die veel strijkkwartetten heeft geschreven. De kwaliteit daarvan ligt echter duidelijk beneden het peil van zelfs de zeer jonge Beethoven. De nummers 2 (Haydn) en 5 (Mozart), en ook 4 (Mannheimer) lijken zich te spiegelen aan klassieke voorbeelden.
Het tweede drietal (nr. 5, 4 en 6) van dit opus staat apart van het eerste, daar het aanvankelijk afzonderlijk is uitgegeven en deze drie nauwelijks in het schetsboek voorkomen. Ook is dit drietal minder dicht van structuur. Beethoven lijkt te streven naar een lichtere toets. Het in de tijd eerste van dit drietal (nr. 5) is zelfs gemodelleerd op een kwartet van Mozart (KV 474).

### Ambitie
Men moet aannemen dat Beethoven bewust probeerde om op het niveau en tot de veelzijdigheid van Mozart en Haydn te komen. Na de oefeningen van Albrechtsberger was het kwartet een belangrijke stap. In deze vroege periode liggen in die zin de wortels voor de hoogtepunten in alle genres (zoals 9e symfonie, Missa Solemnis, Große Fuge en Hammerklaviersonate).
De imposante voorbeelden van Mozart en Haydn zullen even beklemmend als inspirerend hebben gewerkt. De technische problemen bij een kwartet liggen kritischer dan bij bv. het strijktrio (vaak verkapt duet met bv. de viola als vulstem met akkoorden); het contrapunt ligt kritischer bij een kwartet. Verder is het moeilijker om voldoende helderheid en contrast aan te brengen bij vier verwante instrumenten met beperkte omvang qua volume. Bij vergelijking van Beethoven met Haydn is er een opmerkelijk verschil in de wijze van evolueren merkbaar. Haydn begon opus 20 ooit met veel fuga's. Daaruit ontwikkelde zich een steeds lichtere stijl bij Haydn. Bij Beethoven ontstond in de loop van de tijd juist steeds meer interesse in deze "scholastische" vormen als fuga, dubbelfuga, contrapunt, inversies enz. In de late periode had Beethoven bijna een obsessieve preoccupatie met zaken als contrapunt en dubbelfuga's.
Pianosonates gingen Beethoven makkelijker af: hij was pianist (en groot improvisator). Hij ging daar speelser met de vorm om. Pas bij de laatste kwartetten zou het wat meer quasi geïmproviseerd, voor de vuist weg klinken. Hier speelt ook een rol dat het strijkkwartet qua vorm van nature groter is: het maakt verschil of men als solist dan wel in een ensemble van 4 musici speelt. Het alleen daardoor al stijvere en formelere bij de kwartetten lijkt (althans volgens Kerman) intriguerend voor Beethoven: hij gaat in dat genre op zoek naar de mogelijkheden om imponerende muzikale structuren op te bouwen. Een voorlopig hoogtepunt wat dit betreft zouden de Rasumovskykwartetten vormen, die monumentaal zijn tot op een punt wat bij andere componisten als grotesk zou werken. Dat is geen technische onhandigheid qua techniek maar de opvatting van Beethoven over kamermuziek.

### Ontwrichting en waardering
De kwartetten opus 18 zijn wisselend beoordeeld. Beethoven schreef opus 18 tussen zijn 28e en 30e. Mozart en Schubert schreven op jongere leeftijd al meesterwerken, bv. KV 387 en Kwartet in a. Maar dit zestal van opus 18 betreft geen onomstreden meesterwerken. Het hele opus heeft iets zoekends, misschien zelfs iets gewilds; stijl en idee schuren vaak.
Het eerst gecomponeerde kwartet (opus 18/3) is het meest consistent. Maar het is ook het minst gedurfd: Beethoven blijft hier strikt binnen de paden van het klassieke. In opus 18/1 en 18/2 breidt Beethoven zijn greep op de vorm uit in twee contrasterende kwartetten (sterk generaliserend: heftig emotioneel versus luchtige humor). Maar daarna zet de ontwrichting (althans volgens Kernam) in. Beethoven begint te experimenteren met de vorm van de delen, het terugvallen op ouder materiaal, het middelmatig worden van het contrapunt en de afwerking. Het lijkt of Beethoven zijn belangstelling wat verloor. De ambitie om in dit genre waar hij geen ervaring in had, meteen 6 werken te schrijven was wellicht toch te hoog gegrepen (Kerham). Anderen (Beaujean) vinden het vooral muziek die binnen het raam van de toenmalige maatschappelijk geaccepteerde vormen van kamermuziek blijft, alhoewel de beginnende zoektocht zich al begint af te tekenen.
Bij dit opus is nog niet sprake van de artistieke rijping zoals bij de Razumovskykwartetten. De kwartetten wat luchtiger, opener en nog makkelijk herkenbaar binnen de klassieke stijl gecomponeerd dan de late kwartetten. Tijdgenoten van Beethoven konden deze kwartetten wel degelijk waarderen. De mening van critici is heel wisselend. Bekend is dat Haydn weinig waardering voor deze kwartetten had. Het gaat hier immers niet om fraai gepolijste klassieke medaillons. Hadow (19e eeuw) meende dat Beethoven later diepere kwesties zou aanboren, maar nooit de klassieke vorm meer zo zou beheersen (een mening, die Kershaw af doet als niet op feiten gebaseerd conformeren aan een Victoriaanse wenselijkheid). Vincent d'Indy noemde deze kwartetten niet eens bij wat een encyclopedisch overzicht van de kamermuziek pretendeerde te zijn.

## Middenperiode

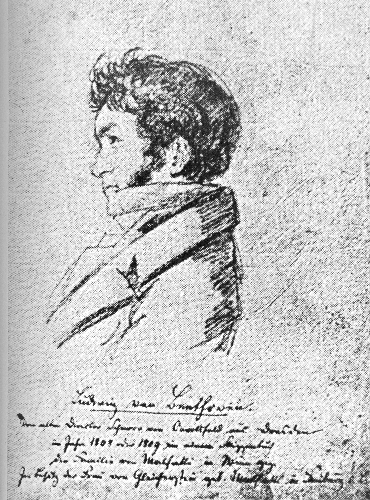
Beethoven in 1809 (Schnorr von Carolsfeld)

Dit betreft vijf kwartetten: de drie Rasumovskykwartetten opus 59 en de kwartetten opus 74 en 95 (geschreven tussen 1806 en 1810).
- Strijkkwartet nr. 7 in F majeur (opus 59.1)
- Strijkkwartet nr. 8 in e klein (opus 59.2)
- Strijkkwartet nr. 9 in C groot (opus 59.3)
- Strijkkwartet nr. 10 in Es groot (opus 74) - soms "Harpkwartet" (naar het Duitse Harfenquartett) genoemd
- Strijkkwartet nr. 11 in f klein (opus 95) - Quartett Serioso

## Late periode (1822-1826)

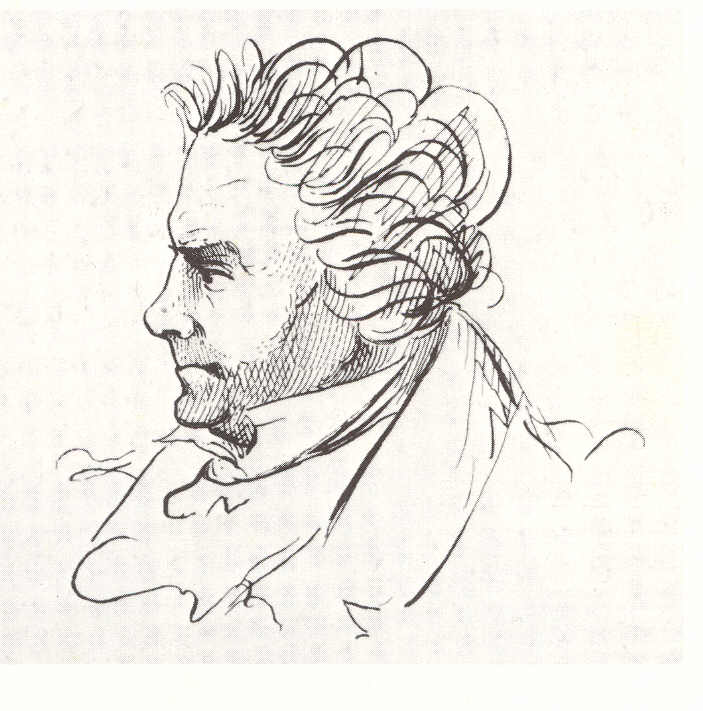
Karikatuur van Beethoven door J.P. Lyser

Dit betreft de 5 laatste kwartetten, die geschreven werden tussen 1822 en 1826.
- Strijkkwartet nr. 12 in Es groot (opus 127)
- Strijkkwartet nr. 13 in Bes (opus 130)
  - Große Fuge (opus 133) - oorspronkelijk het laatste deel van het 13e strijkkwartet
- Strijkkwartet nr. 14 in cis klein (opus 131)
- Strijkkwartet nr. 15 in a klein (opus 132)
- Strijkkwartet nr. 16 in F groot (opus 135)

### Ontstaan
Beethoven begon met het componeren van het kwartet in mei 1824, 14 jaar na het vorige strijkkwartet, het strijkkwartet nr. 11 in F mineur (opus 95). In de tussenliggende periode had Beethoven zich teruggetrokken uit het openbare leven en stopte met het geven van concerten. Veel van zijn beschermheren en vrienden waren in die tijd gestorven, en bovendien brandde het paleis van Beethovens adellijke beschermheer Andreas Razoemovski in 1814 af, wat betekende dat Beethoven een belangrijke locatie voor optredens verloor, vooral omdat het beroemde Schuppanzigh Kwartet, waar Beethoven nauw bij betrokken was, daar hun concerten had gegeven. Beethoven beschreef zijn toestand als volgt aan zijn vriend Amenda: "... ik kan zeggen dat ik bijna alleen woon in deze grootste stad van Duitsland". In de jaren 1816 en 1817 was de smaak van het publiek verschoven naar de Italiaanse operacomponist Gioachino Rossini. Beethoven componeerde helemaal niet meer en gedurende deze tijd schreef hij aan de redacteur van de Allgemeine Musicale Zeitung, Johann Friedrich Rochlitz: "Al een tijdje gaat het me niet langer makkelijk af om te schrijven. Ik zit en denk en denk; ik heb het al heel lang; maar het wil maar niet op papier komen. Ik vrees het begin van zulke grote werken. Als ik eenmaal begonnen ben, gaat het goed." Beethovens secretaris Anton Schindler dacht dat het in muziek geïnteresseerde publiek ervan uit ging dat Beethoven 'uitgeschreven' was. Ondanks de pianosonate nr. 29 in B majeur opus 106 (de Hammerklaviersonate), gepubliceerd in 1821, schreef de Allgemeine Musical Zeitung: "Hij lijkt volkomen afgemat voor grotere werken." Naast opus 106 werkte Beethoven op dat moment aan de pianosonate nr. 30 opus 109 in E majeur, de Missa Solemnis en de Diabelli variaties.
Een andere belangrijke rol werd gespeeld door de doofheid van Beethoven, veroorzaakt door otosclerose, die begon rond Beethovens 30e jaar (rond het jaar 1800) en gestaag verergerde. Omdat de door Beethoven gebruikte oortrompetten van slechte kwaliteit waren, moesten zijn medemensen uiteindelijk schreeuwen om met hem te communiceren, totdat in 1818 het gebruik van conversatieboekjes onvermijdelijk werd, waarin Beethovens gesprekspartners hun boodschappen aan de componist opschreven.
Bovendien hield de componist zich bezig met de voogdijprocedure rond zijn neef Karl. Karl was de zoon van Beethovens broer Kaspar Karl, die in 1815 stierf. Na zijn dood vocht Beethoven om de voogdij, omdat Karls moeder Johanna van Beethoven volgens de componist een immoreel leven leidde en door hem werd vergeleken met de "Koningin van de Nacht" uit Mozarts opera Die Zauberflöte. Rond 1820 droeg Beethovens overwinning in de voogdijzaak bij tot een verbetering van zijn persoonlijke situatie. Hij had ook een nieuwe vriendenkring opgebouwd die, in tegenstelling tot voorheen, niet langer van adellijke maar van burgerlijke afkomst was.
In 1822 begonnen de eerste concrete gedachten over een nieuw kwartet te ontstaan, nadat Beethoven een paar jaar eerder al de wens had geuit om weer in dit genre te componeren. Beethovens vriend Ignaz Schuppanzigh, die het Schuppanzigh Kwartet leidde en door de componist de bijnaam 'Milord Falstaf' kreeg, bood Beethoven na zijn terugkeer uit Rusland zijn hulp aan om samen een kwartet te componeren. Beethoven sloeg dit aanbod echter af.
In mei 1822 werd Beethoven door de Leipzigse uitgever Carl Friedrich Peters gevraagd enkele kwartetten te componeren. Maar de deal ging niet door toen Beethoven het kwartet, dat later zijn opus 127 zou worden, omschreef als “nog niet helemaal klaar”, ook al was hij nog niet verder gegaan dan de planning, en hij er te hoge honoraria voor vroeg. Volgens uitgever Peters zouden er sowieso composities van Louis Spohr, Andreas Romberg en Pierre Rode verschijnen, "allemaal prachtige, uitmuntende werken", en daarom had hij geen kwartetten meer nodig.
Op 9 november 1822 kreeg Beethoven van de Russische prins Nikolaj Golitsyn, een enthousiaste cellist, de opdracht om één tot drie nieuwe kwartetten te componeren. Golitsyn was hier mogelijk toe aangemoedigd door Schuppanzigh; Golitsyn en Schuppanzigh ontmoetten elkaar tijdens zijn reis naar Rusland.
De drie kwartetten die Beethoven in opdracht van Golitsyn heeft gemaakt en aan hem opdroeg, zijn naast kwartet nr. 12, opus 127 (voltooid in januari 1825) strijkkwartet nr. 15 in a mineur (opus 132) (voltooid in juli 1825) en strijkkwartet nr. 13 in B majeur (opus 130) (voltooid in januari 1826).
Beethoven aanvaardde de opdracht op 25 januari 1823, maar kon pas in mei 1824 aan de slag, na het voltooien van de negende symfonie. In maart 1825 werd het eerste van de bestelde kwartetten, opus 127, voltooid.

### Receptie
Beethovens late kwartetten gingen het begrip van muzikanten en publiek van zijn tijd veel te boven. Louis Spohr noemde ze "niet te ontcijferen, ongecorrigeerde verschrikkingen".
De meningen zijn aanzienlijk veranderd sinds hun eerste, verbijsterde ontvangst: deze zes kwartetten (waaronder de Große Fuge) worden algemeen beschouwd als behorend tot de grootste muzikale composities aller tijden. Hun vormen en ideeën inspireerden en inspireren nog steeds muzikanten en componisten. Igor Stravinsky zei over de Große Fuge: " … een absoluut hedendaags muziekstuk, dat ook altijd hedendaags zal blijven."
Volgens Karl Holz, violist van het Schuppanzigh Kwartett, vond Beethoven het 14e kwartet (opus 131) zijn beste. Franz Schubert liet het werk op 14 november 1828, vijf dagen voor zijn dood, voor hem uitvoeren (door o.a. Karl Holz), werd er enorm enthousiast over en verzuchtte: "Wat kun je hierna nog componeren?" Richard Wagner zei over het eerste deel ervan: het "onthult het meest melancholische sentiment dat in muziek tot uiting komt".
Vroege periode: No. 1 in F (opus 18.1) · No. 2 in G (opus 18.2) · No. 3 in D (opus 18.3) · No. 4 in c (opus 18.4) · No. 5 in A (opus 18.5) · No. 6 in Bes (opus 18.6)

Middenperiode: No. 7 in F (opus 59.1) · No. 8 in e (opus 59.2) · No. 9 in C (opus 59.3) · No. 10 (Harp) in Es (opus 74) · No. 11 (Serioso) in f (opus 95)

Late periode: No. 12 in Es (opus 127) · No. 13 in Bes (opus 130) · No. 14 in cis (opus 131) · No. 15 in a (opus 132) · Große Fuge (opus 133) · No. 16 in F (opus 135)